# Johann Friedrich Doles
Johann Friedrich Doles (* 23. April 1715 in Steinbach-Hallenberg; † 8. Februar 1797 in Leipzig) war ein deutscher Komponist und Thomaskantor.

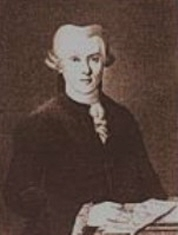
Johann Friedrich Doles

## Leben
Johann Friedrich Doles war der Sohn des Kantors Johann Andreas Doles und besuchte zwischen 1727 und 1733 die Schule in Schmalkalden und später das Hennebergische Gymnasium in Schleusingen. Dort gründete er mit Mitschülern ein „Wöchentliches Concert“, für das er auch Kompositionen schrieb. 1739 bis 1744 studierte er Theologie in Leipzig und nahm zugleich Unterricht bei Johann Sebastian Bach.
1744 wurde er Kantor in Freiberg. Von 1756 bis zu seiner Pensionierung 1789 war er Kantor der Thomasschule und Musikdirektor der beiden Hauptkirchen in Leipzig, seit 1770 auch Universitätsmusikdirektor.
Doles Kompositionen sind in der Diktion leicht verständlich und eingängig und waren zu seiner Zeit sehr beliebt. Vom Einfluss seines Lehrers Bach lassen sie wenig erkennen. Er schrieb 158 Kantaten, 35 Motetten und mehrere Passionen. Im Druck erschienen eine Sammlung von Choralvorspielen, ein vierstimmiges Choralbuch, die Kantate zur Stiftung des „Großen Konzerts“ (aus dem das Gewandhausorchester hervorging) „Das Lob der Musik“ sowie seine Vertonung von 21 Oden des mit ihm befreundeten Dichters Christian Fürchtegott Gellert. In der von der Mitteldeutschen Barockmusik in Sachsen, Sachsen-Anhalt und Thüringen e. V. unterstützten Reihe Klingende Schätze der Marienkirche Weißenfels wurden sechs Kantaten und Psalmen von Maik Richter herausgegeben, welche im Bellmannmusikverlag erschienen sind. 
Doles legte den Grundstein dessen, was als Leipziger Bach-Tradition bezeichnet werden kann (nach Christoph Wolff). Im Jahr 1789 besuchte Wolfgang Amadeus Mozart auf Doles’ Einladung die Thomasschule und entdeckte Johann Sebastian Bach für sich.
Doles’ Sohn Johann Friedrich war Rechtsanwalt und Notar. Er komponierte ebenfalls.

## Werke
Kompositionen
- Neue Lieder nebst ihnen Melodien, 1750
- Melodien zu Gellerts geistlichen Oden und Liedern, 1758
- Der Sechs und vierzigste Psalm, 1758
- Vierstimmiges Choralbuch, 1785
- Fünfzehn kleine Lieder und leichte Melodien, 1790
- Singbare und leichte Choralvorspiele, 1794–1797
- Psalm 96: Singet dem Herrn ein neues Lied, 1789
- Gott, o Gott, deine Fluten rauschen daher (Pfingstkantate), 1748
- Wohl dem Volk, das jauchzen kann (Dankkantate)
- Wir singen dir Anbetung, Dank und Ruhm (Ratswahlkantate), 1770/71 bis 1793/94
- Wer ist so würdig als du (Psalm 8), 1763
- Ich danke dem Herrn von ganzem Herzen (Psalm 111), 1773

Musikpädagogische Werke
- Johann Friedrich Doles: Anfangsgründe zum Singen. Vorgelegt von Armin Schneiderheinze  (= Beiträge zur Bachforschung 7). Peters, Leipzig 1989, ISBN 3-369-00054-7.